# Lossiemouth
Lossiemouth is een plaats in het Schotse bestuurlijke gebied Moray en telt bijna 7000 inwoners. De plaats ligt bij de monding van de rivier de Lossie. Vroeger was het de haven van het nabijgelegen Elgin en een belangrijke visserijplaats. Hoewel er meer dan 1000 jaar mensen wonen in het gebied, is de huidige plaats 250 jaar geleden gevormd. Het bestaat uit vier nederzettingen die samen zijn gegroeid tot één. Lossiemouth bestaat tegenwoordig uit de volgende nederzettingen: Lossiemouth, Stotfield, Seatown, en Branderburgh. Er was een vijfde nederzetting, Kinneddar, die inmiddels is verdwenen. 

Ten westen van de stad ligt een van de grootste vliegbases van de Royal Air Force, RAF Lossiemouth. Die is tegenwoordig de voornaamste basis in Groot-Brittannië voor de Panavia Tornado, en huisvest drie squadrons van het type, plus de Operational Conversion Unit (OCU, omscholingseenheid) voor de Tornado GR4. Tevens zijn er twee Sea King helikopters gestationeerd voor search and rescue-opdrachten.

## Geboren
- Ramsay MacDonald (1866-1937), premier van het Verenigd Koninkrijk (1924, 1929-1935)
- Malcolm MacDonald (1901-1981), politicus van de Labour Party

## Partnerstad
- Hersbruck